# Championnat d'Irlande féminin de football 2020
Navigation
Édition précédente Édition suivante
La saison 2020 du Championnat d'Irlande féminin de football Irish Women's League est la dixième saison du championnat. Le Peamount United Football Club vainqueur du championnat précédent remet son titre en jeu.
D'abord prévu pour commencer le 15 mars 2020, le championnat est dans un premier temps repoussé sine die à cause de la pandémie de Covid-19. Après plusieurs semaines de tergiversations, la fédération annonce le début de la compétition pour le deuxième week-end d'août (les 8 et 9 août) selon une formule un peu raccourcie.
Le Peamount United Football Club remporte un deuxième titre consécutif en devançant le Shelbourne Ladies Football Club.

## Organisation
Le nouveau calendrier est publié le 17 juillet 2020. 
La compétition s'organise en en deux temps. La première phase consiste en une poule de championnat dans laquelle chaque équipe rencontre deux fois chacune de ses opposantes. Les rencontres ont lieu une fois à domicile et une fois à l’extérieur. Le classement est ensuite divisé en deux ensembles dans lesquels les équipes se rencontre encore une fois sur un terrain tiré au sort.

## Participants
Ce tableau présente les neuf équipes qualifiées pour disputer le championnat 2020. On y trouve le nom des clubs, le nom des entraîneurs et leur nationalité, la date de création du club, l'année de la dernière montée au sein de l'élite, le nom des stades ainsi que la capacité de ces derniers.
| \| Shelbourne Peamount Cork City Wexford Youths DLR Waves Galway Treaty United Athlone Town \| Localisation des clubs engagés dans le championnat. |
| Shelbourne Peamount Cork City Wexford Youths DLR Waves Galway Treaty United Athlone Town                                                           |

| Nom du club                                   | Entraîneur      | Date de création | Dernière montée | Stade                         | Capacité |
| --------------------------------------------- | --------------- | ---------------- | --------------- | ----------------------------- | -------- |
| Athlone Town Association Football Club Ladies | Tommy Hewitt    | 2020             | 2020            | Athlone Town Stadium          | 5 000    |
| Bohemian Football Club                        | Sean Byrne      | 2020             | 2020            | Oscar Traynor Centre, Coolock | 1 000    |
| Cork City Women's Football Club               | Charlie Lynch   | 2011             | 2011            | Bishopstown Stadium           | 2 000    |
| DLR Waves Football Club                       | Eileen Gleeson  | 2012             | 2012            | Jackson Park                  | -        |
| Galway Women Football Club                    | Don O'Riordan   | 2013             | 2013            | Eamon Deacy Park              | 5 000    |
| Treaty United Women's Football Club           | Dave Rooney     | 2018             | 2020            | Markets Field                 | 5 000    |
| Peamount United Football Club                 | Pat Trehy       | 1983             | 2011            | Greenogue                     | 1 000    |
| Shelbourne Ladies Football Club               | Casey McQuillan | 1994             | 2011            | Morton Stadium                | 4 000    |
| Wexford Youths Women's Football Club          | Tom Elmes       | 2007             | 2011            | Ferrycarrig Park              | 2 500    |

## Compétition

### Avant saison
Pour sa dixième saison, le championnat accueille un nouveau participant, la section féminine de l'Athlone Town Football Club. Le club qui concourait depuis deux saisons dans le championnat d'Irlande des moins de 17 ans se lance dans la catégorie Senior. Il s'agit du dixième club différent à s'engager dans la compétition. Le championnat compte pour la toute première fois de son existence neuf équipes engagées en même temps.
Coup de théâtre quelques semaines plus tard quand le 19 décembre 2019, la FAI annonce l'exclusion du Kilkenny United Women's Football Club et donc son remplacement par Athlone.
Le championnat féminin est lui aussi frappé de plein fouet par la disparition du Limerick Football Club. Il entraîne dans sa chute sa section féminine, le Limerick Women's Football Club. Très rapidement l'option d'une persistance de la section féminine et des équipes de jeunes semble actée, mais quelques jours avant le lancement de la saison, les éléments subsistant de la section féminine s'engagent sous le nom de Treaty United Women's Football Club.
Un mois avant le début de la compétition, les clubs féminins s'étonnent auprès de la FAI de n'avoir pas encore de calendrier pour la saison à venir. Áine O'Gorman, internationale irlandaise avec plus de 100 sélection et une des stars du championnat s'en étonne publiquement. En fait, la FAI a décidé de prendre son temps afin de travailler à la demande de licence émise par le Bohemian Football Club, un des plus grands clubs du football irlandais. 
Le 20 février 2020 la FAI publie le calendrier pour la saison 2020 avec le Bohemian FC. La compétition comporte donc pour la première fois 9 équipes. Le lancement de la saison est prévu pour le 15 mars.

### Report à cause de la pandémie de Covid-19
Le vendredi 15 mai 2020 la FAI annonce le prolongement de l'interdiction de la pratique du football jusqu'au 20 juillet. D'ici là, un programme différencié est mis en place. Le club concerné par les compétitions européennes, c'est-à-dire le Peamount United, est autorisé à reprendre l'entrainement à partir du 8 juin et après avoir subis une série de tests à partir du 26 mai. ce temps est donné au joueuses pour qu'elles puissent se préparer aux échéances européennes. Les autres équipes pourront reprendre l'entrainement à partir du 28 juin.

### Les temps forts de la saison
Le 8 août 2020, le championnat débute enfin dans un environnement totalement chamboulé. Les trois nouvelles équipes transforment la compétition sans toutefois remettre en cause la hiérarchie potentielle. Les trois équipes majeures restent les favorites pour le podium de la fin du championnat. Peamount, Shelbourne et Wexford semblent destinées à se retrouver aux trois premières places. Peamount United c'est renforcée de manière significative en faisant revenir au pays l'internationale Stephanie Roche qui jouait en Italie au Florentia San Gimignano Società Sportiva Dilettantistica. Shelbourne Ladies devrait être sa principale opposante avec son quatuor de jeunes attaquantes internationales pour la plupart malgré leur très jeune âge Jessica Ziu, Isibeal Atkinson, Emily Whelan, Noelle Murray et Jamie Kavanagh. Wexford Youths aura du mal à venir titiller ce duo à cause du départ de sa star de l'attaque Rianna Jarrett recruté par les anglaises de Brighton & Hove Albion. Les cinq autres équipes composant le championnat irlandais sont le symbole de l'extrême jeunesse des joueuses du championnat. Des clubs comme Galway WFC se reposent principalement sur les joueuses qui ont survolé le championnat des moins de 17 ans lors de la saison précédente. Les nouvelles équipes, Athlone, Bohémians ou Treaty UNited ont elles aussi recruté massivement dans les équipes de jeunes pour constituer leurs effectifs.

### Première phase
| Rang | Équipe                | Pts | J | G | N | P | Bp | Bc | Diff |
| ---- | --------------------- | --- | - | - | - | - | -- | -- | ---- |
| 1    | Peamount United T     | 21  | 8 | 7 | 0 | 1 | 30 | 7  | +23  |
| 2    | Shelbourne Ladies     | 19  | 8 | 6 | 1 | 1 | 22 | 10 | +12  |
| 3    | Wexford Youths WFC    | 18  | 8 | 6 | 0 | 2 | 20 | 7  | +13  |
| 4    | Cork City WFC         | 15  | 8 | 5 | 0 | 3 | 17 | 15 | +2   |
| 5    | Galway WFC            | 14  | 8 | 4 | 2 | 2 | 14 | 9  | +5   |
|      |                       |     |   |   |   |   |    |    |      |
| 6    | Treaty United P       | 6   | 8 | 2 | 0 | 6 | 9  | 27 | -18  |
| 7    | DLR Waves             | 5   | 8 | 1 | 2 | 5 | 9  | 13 | -4   |
| 8    | Bohemian FC P         | 4   | 8 | 1 | 1 | 6 | 7  | 20 | -13  |
| 9    | Athlone Town Ladies P | 3   | 8 | 1 | 0 | 7 | 4  | 24 | -20  |

| Résultats (▼dom., ►ext.)                                   | ATH | BOH | COR | DLR | GAL | PEA | SHE | TRE | WEX |
| Athlone Town Ladies                                        |     |     |     | 1-4 |     |     | 0-3 | 3-2 | 0-1 |
| Bohemian WFC                                               | 1-0 |     | 3-4 |     | 1-4 | 0-3 |     |     |     |
| Cork City WFC                                              | 2-0 |     |     | 2-1 | 1-2 | 0-3 |     |     |     |
| DLR Waves                                                  |     | 0-0 |     |     |     |     | 1-2 | 0-2 | 0-2 |
| Galway WFC                                                 | 3-0 |     |     | 1-1 |     |     | 1-1 | 1-0 |     |
| Peamount United                                            | 8-0 |     |     | 3-2 | 2-1 |     |     | 5-0 |     |
| Shelbourne LFC                                             | 3-0 |     | 3-1 |     |     | 1-6 |     |     | 2-1 |
| Treaty United                                              |     | 2-1 | 2-5 |     |     |     | 0-7 |     | 1-5 |
| Wexford Youths                                             |     | 4-1 | 1-2 |     | 3-1 | 3-0 |     |     |     |
| - Victoire à domicile - Match nul - Victoire à l'extérieur |     |     |     |     |     |     |     |     |     |

### Deuxième phase

#### Poule championnat
| Rang | Équipe              | Pts | J  | G  | N | P | Bp | Bc | Diff |
| ---- | ------------------- | --- | -- | -- | - | - | -- | -- | ---- |
| 1    | Peamount United T C | 33  | 12 | 11 | 0 | 1 | 38 | 8  | +30  |
| 2    | Shelbourne Ladies   | 28  | 12 | 9  | 1 | 2 | 37 | 15 | +22  |
| 3    | Wexford Youths WFC  | 22  | 12 | 7  | 3 | 2 | 26 | 14 | +12  |
| 4    | Cork City WFC       | 19  | 12 | 6  | 1 | 5 | 21 | 25 | -4   |
| 5    | Galway WFC          | 14  | 12 | 4  | 2 | 6 | 15 | 20 | -5   |

| Résultats (▼dom., ►ext.)                                   | COR | GAL | PEA | SHE | WEX |
| Cork City WFC                                              |     | 2-1 |     |     | 2-2 |
| Galway WFC                                                 |     |     | 0-2 |     | 0-2 |
| Peamount United                                            | 3-0 |     |     | 3-1 |     |
| Shelbourne LFC                                             | 4-0 | 5-0 |     |     |     |
| Wexford Youths                                             |     |     | 1-2 | 2-5 | -   |
| - Victoire à domicile - Match nul - Victoire à l'extérieur |     |     |     |     |     |

#### Poule classement
| Rang | Équipe                | Pts | J  | G | N | P | Bp | Bc | Diff |
| ---- | --------------------- | --- | -- | - | - | - | -- | -- | ---- |
| 6    | DLR Waves             | 10  | 11 | 2 | 4 | 5 | 12 | 13 | -1   |
| 7    | Athlone Town Ladies P | 9   | 11 | 3 | 0 | 7 | 9  | 27 | -18  |
| 8    | Treaty United P       | 9   | 11 | 3 | 0 | 8 | 16 | 36 | -20  |
| 9    | Bohemian FC P         | 5   | 11 | 1 | 2 | 8 | 12 | 27 | -15  |

| Résultats (▼dom., ►ext.)                                   | ATH | BOH | DLR | TRE |
| Athlone Town Ladies                                        |     | 2-1 |     |     |
| Bohemian WFC                                               |     |     | 0-0 | 4-5 |
| DLR Waves                                                  |     |     |     |     |
| Treaty United                                              | 2-3 |     | 0-3 |     |
| - Victoire à domicile - Match nul - Victoire à l'extérieur |     |     |     |     |

## Bilan de la saison
| Championnat d'Irlande féminin de football 2020        |                            |
| Champion                                              | Peamount United (3e titre) |
| Dauphin                                               | Shelbourne Ladies          |
| Coupes et trophées                                    |                            |
| Vainqueur de la Coupe d'Irlande 2020                  | Peamount United            |
| Qualifications continentales                          |                            |
| Ligue des champions féminine de l'UEFA 2021-2022      | Peamount United            |
| Promotions et relégations                             |                            |
| Promus en Championnat d'Irlande féminin de football   | Aucun                      |
| Relégués en Championnat d'Irlande féminin de football | Aucun                      |